# Соколы (Поставский район)
Соколы (белор. Сакалы) — деревня в Новосёлковском сельсовете Поставского района Витебской области Белоруссии. Население — 1 человек (2019).

## География
Деревня расположена в 25 км от города Поставы и в 16 км от центра сельсовета.

## История
В результате советско-польской войны 1919—1921 гг. деревня оказалась в составе Срединной Литвы.
С 1922 года — в составе Дуниловичского повета Виленского воеводства Польши (II Речь Посполитая).
В сентябре 1939 года деревня была присоединена к БССР силами Белорусского фронта РККА.
С 15 января 1940 года — в Груздовском сельсовете Поставского района. Вилейской области БССР.
В 1941 году - 17 дворов, 76 жителей.
В 1946 году — хутор, 72 жителя.
На 01.09.1954 год - 19 хозяйств.
С 20.05.1960 года - в Савичском сельсовете.
В 1963 году - 20 дворов, 65 жителей.
С 17 мая 1985 года — в Лукашовском сельсовете.
С 24 августа 1992 года — в Новосёлковском сельсовете.
В 2001 году — 7 дворов, 9 жителей, в колхозе имени Суворова.